# OpenTherm
OpenTherm (kurz: OT) ist ein Protokoll, das zur Regelung von Zentralheizungen durch Raumtemperaturregler (Raumthermostate)  entwickelt wurde.
Bei OpenTherm handelt es sich um eine „Point-to-Point“-Kommunikation. Das Thermostat ist dabei in der Regel der „Master“ und der Wärmeerzeuger ist der „Slave“. Mittels Multi-Point-to-Point können mehrere Geräte miteinander verbunden werden. 
OpenTherm ist herstellerunabhängig. Ein Regler von Hersteller A kann mit einer Heizung von Hersteller B kommunizieren.

## Funktionsweise
Zwischen Thermostat (Master) und Heizung (Slave) erfolgt ein digitaler, bidirektionaler Datenaustausch. Das Senden von Status Reports und die Anforderung von Informationen zwischen den beiden Geräten ist möglich. Der gebräuchlichste Befehl bezieht sich jedoch auf die Regelung der Kesseltemperatur. Empfängt die Heizung die Solltemperatur-Anforderung, beginnt sie, die Heizleistung zu erhöhen oder zu reduzieren, um die Solltemperatur zu erreichen und zu halten. Zur Erfüllung des Sollwertes berechnet der Raumthermostat die Kesseltemperatur konstant neu, was zu einer höheren Energieeffizienz führt.

## Kommunikations-Medium
OpenTherm benutzt eine 2-Drahtverbindung. Vorhandene Leitungen können daher meistens weiterverwendet werden. OpenTherm ist verpolungssicher, d. h. die Polarität der Kabel spielt beim Anschluss keine Rolle.
Die maximale Kabellänge beträgt 50 Meter mit einem maximalen Widerstand von 2 × 5 Ohm.

## OpenTherm/Plus (OT/+)
Die zwei Drähte dienen sowohl zum Datenaustausch als auch zur Spannungsversorgung. Bei dieser „Point-to-Point“-Verbindung ist der Raumregler der Master und die Heizung der Slave. Der Master fragt durch Änderungen der Spannungspegel an und der Slave antwortet durch Änderung der Stromstärke.
Die Spannungsversorgung für den Regler erfolgt durch den Slave. Die Minimal verfügbare Leistung ist 40 mW (LowPower 5 mA/8 V). OpenTherm Smart Power kann auf Anforderung durch den Master 136 mW (MediumPower 17 mA/8 V) oder 306 mW (HighPower 17 mA/18 V) zur Verfügung stellen. 
Wird die OpenTherm Verbindung an der Heizung kurz geschlossen, startet die Heizung.
OpenTherm schreibt ein minimales Datenaustauschintervall von einer Sekunde vor. Die Daten im Kommunikationspaket sind funktional spezifiziert und werden OpenTherm-ID (OT-ID) genannt. 256 OT-IDs stehen zur Verfügung, 128 sind für OEM-Anwendungen reserviert. Von den anderen 128 IDs sind 90 als Funktion spezifiziert (OT-Spezifikation v3.0).

## OpenTherm/Lite (OT/-)
Wenn OT/- verwendet wird, generiert der Master ein PWM Spannungssignal für die Kesselwasser-Solltemperatur. Das Stromsignal der Heizung zeigt den Status der Heizung an: Fehler, kein Fehler.
Wird die OpenTherm-Verbindung kurzgeschlossen, startet die Heizung.
Aufgrund der begrenzten Möglichkeiten wird OT/- kaum verwendet.

## OpenTherm Smart Power
Am 16. Juni 2008 wurde die OpenTherm Spezifikation v3.0 von der OpenTherm Vereinigung offiziell verabschiedet. Mit dieser neuen Spezifikation wurde OpenTherm Smart Power eingeführt. Der Master kann beim Slave low-, medium- oder high Power anfordern. Damit können die Hersteller von Raumthermostaten die Geräte mit mehr Funktionalität, wie z. B. Hintergrundbeleuchtung, große Touch-Panels, zusätzliche Sensoren etc. ausstatten.

## Multi Point-to-Point
Die Spezifikation v3.0 beschreibt zusätzlich, wie mehr als 2 Geräte mit OpenTherm verbunden werden können. Obwohl OpenTherm eine Point-to-Point Verbindung ist, können zusätzliche Geräte (Gateways) zwischen Master und Slave eingebunden werden. Ein Gateway hat 1 Slave und 1 (oder mehrere) Master Interface. Das Gateway regelt, welche Daten zum jeweiligen Slave durchgelassen werden. 
Ein Anwendungsbeispiel ist ein Raumtemperaturregler, der eine Wärmerückgewinnungsanlage steuert, die wiederum mit einer Heizung verbunden ist. Die Wärmerückgewinnungsanlage funktioniert wie ein Gateway.

## Produkte zertifizieren
Hersteller dürfen OpenTherm Produkte auf den Markt bringen, sofern sie einige Vorgaben der OpenTherm Vereinigung einhalten. Der Hersteller muss vor allem Mitglied in der OpenTherm Vereinigung sein und das Produkt muss durch ein unabhängiges Labor getestet sein. 
Nach der Übergabe des Testberichts und einer Konformitätserklärung an die OpenTherm Vereinigung ist es dem Hersteller gestattet, das OpenTherm-Logo zu nutzen. 

## Geschichte
OpenTherm wurde gegründet, da verschiedene Hersteller für den Datenaustausch zwischen Raumregler und Heizung ein einfaches System benötigten. Die Installation und Inbetriebnahme sollte so einfach wie bei den konventionellen EIN/AUS-Raumtemperaturreglern sein. Geforderte Merkmale waren: verpolungssichere 2-Drahttechnik mit Spannungsversorgung (ohne Batterien) über den Bus.
Im November 1996 hat Honeywell das Protokoll mit der ersten Spezifikation für einen Pfund (1 £) an die OpenTherm Vereinigung verkauft. Kurz danach sind die ersten OpenTherm-Produkte eingeführt worden. Die OpenTherm Vereinigung ist seitdem auf 42 Mitglieder (2008) angewachsen. Die Spezifikation wurde seitdem regelmäßig an die gestiegenen Anforderungen angepasst und erweitert. Des Weiteren hat die OpenTherm Association die Aufgabe, die Verbreitung dieses offenen Standards voranzutreiben, zum Beispiel durch spezifische Lobby-Arbeit, und die Präsenz bei internationalen Messen wie der ISH (Frankfurt) und der Mostra Convegno (Mailand).

## Unterlagen über die Spezifikation
Die Protokollspezifikation: Protocol specification.
Unterlagen für die Zertifizierung: Test Specification.
Das Dokument Application Functional Specification beschreibt verschiedene Anwendungen und wie die OpenTherm-IDs benutzt werden sollen. Zudem werden Hinweise für die Implementierung gegeben.